# Fiera Internazionale di Messina

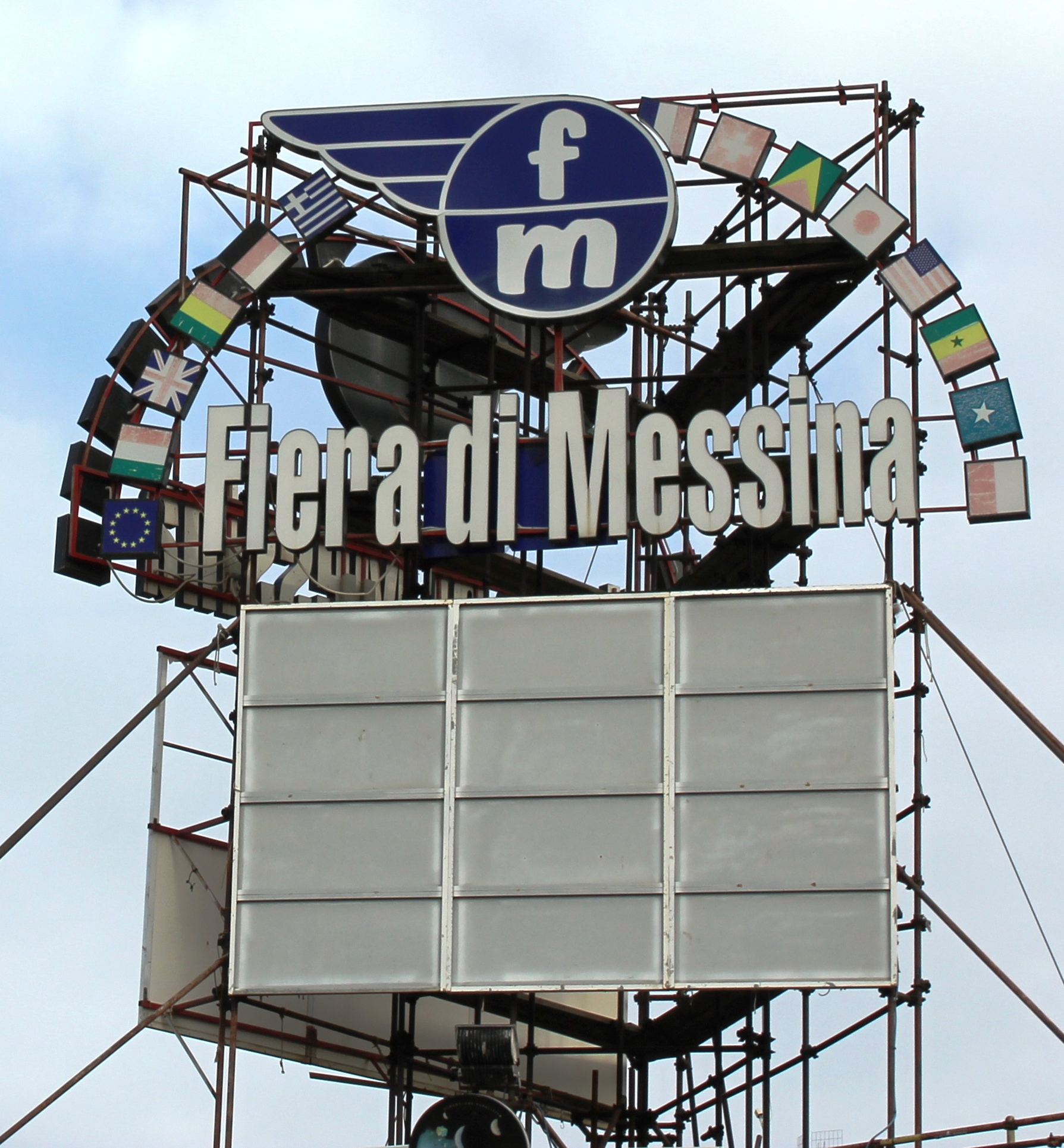
Embleem van de voormalige handelsbeurs in Messina, Italië

De Fiera Internazionale di Messina of Internationale Handelsbeurs van Messina, een havenstad op Sicilië, vond in haar moderne vorm jaarlijks plaats van 1946 tot 2013.

## Historiek
In de middeleeuwen startte koning Frederik II met een jaarmarkt in het jaar 1296. Deze vond plaats in de vlakte tussen de Porta Reale en de kerk San Francesco di Paola, ten noorden van de stadswallen. Met de groei van de havenstad nam de jaarmarkt in belang toe, met als hoogtepunt de 15e eeuw. Nadat de Spanjaarden de anti-Spaanse opstand grondig hadden neergeslagen in 1678, werden er geen jaarmarkten meer georganiseerd.
Na de eenmaking van Italië besliste het stadsbestuur tot het inrichten van een internationale handelsbeurs. De aanleiding was de opening van het Suezkanaal, dat een aanzuigeffect had op de havenactiviteiten. De zware aardbeving van 1908 maakte hieraan een einde.
In 1934 startte het stadsbestuur voorzichtig met een nieuwe handelsbeurs. Zij vond tijdelijk onderdak in een school. Het fascistisch bestuur in het koninkrijk Italië oordeelde dat een evenement als de Internationale handelsbeurs een prestigieus onderkomen moest hebben. De bouw van een evenementenhal startte in de tuin van wat de Chalet werd genoemd naast het strand. De oppervlakte van het terrein bedroeg een halve hectare. Het concept was dat de bezoekers een ‘venster op de zee’ moesten krijgen. Tijdens de Tweede Wereldoorlog werd de bouwwerf gebombardeerd.
Desondanks startte in 1946 de Internationale Handelsbeurs van Messina opnieuw, en dit in de voorziene hal naast het strand. Zij werd jaarlijks gehouden. Italiaanse architecten zoals Filippo Rovigo en Vincenzo Pantano bouwden de hal uit.
In 2012 stootte de regio Sicilië op financiële malversaties. De Internationale Handelsbeurs bleek een schuldenberg te hebben. De laatste beurs vond dan ook in 2013 plaats.
De stad die eigenaar is van het beurscomplex poogde het nog te verhuren aan een jaarlijkse huur van 473.000 euro doch ze vond geen gegadigden. De hal werd grotendeels afgebroken. Het terrein is nu een wandelpromenade aan de kust.